# Pierre Richer de Belleval
Pierre Richer de Belleval (Châlons-en-Champagne, 1564 — Montpellier, 17 de novembro de 1632) foi um botânico francês.